# 聖貝尼迪托德隆托

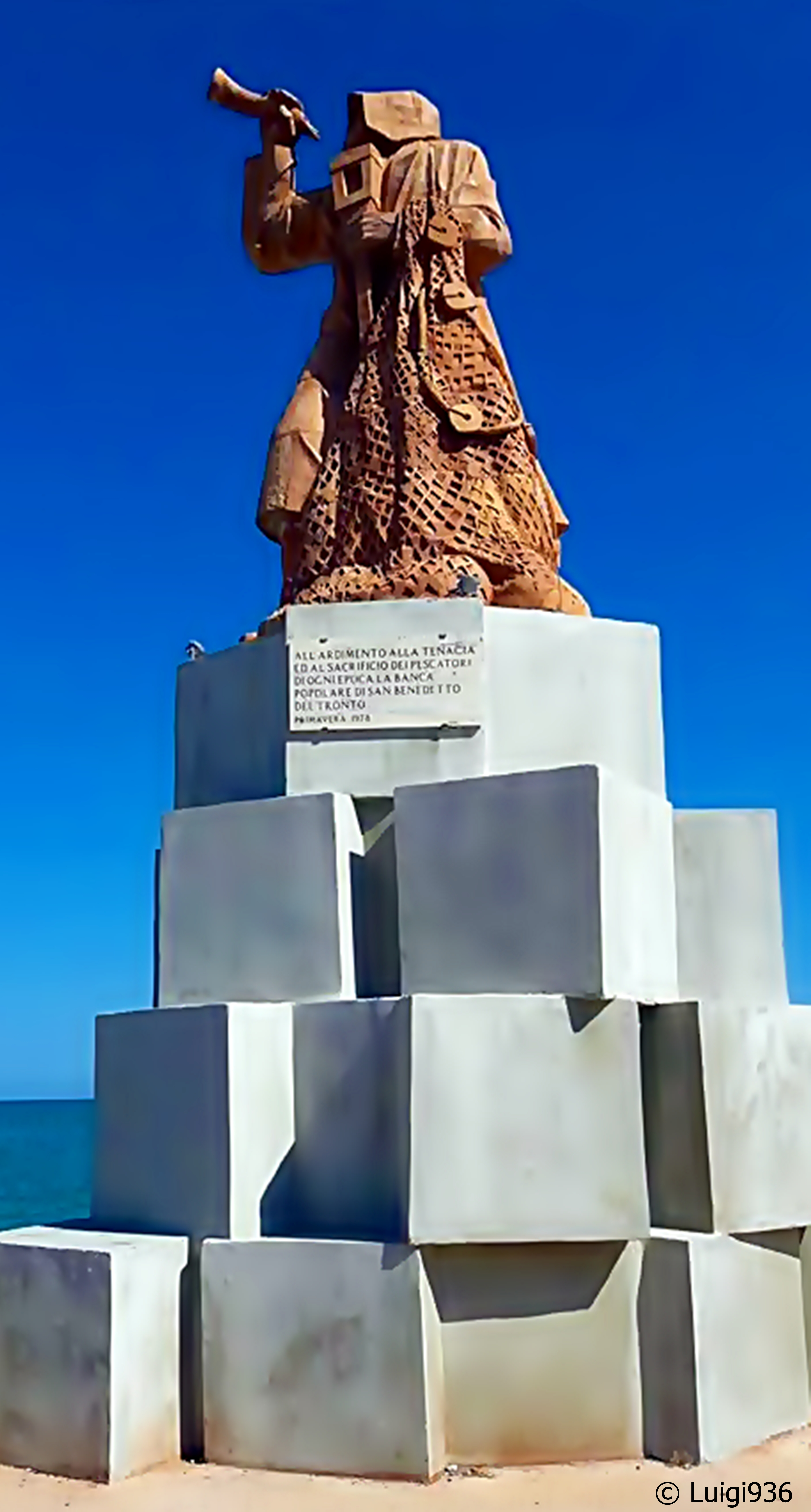
渔夫雕塑

聖貝尼迪托德隆托（義大利語：San Benedetto del Tronto）為義大利馬凱大區的一個城市，擁有亞得里亞海最大的港口之一。

## 歷史
聖貝尼迪托德隆托是羅馬皇帝戴克里先統治時期的基督教烈士，埋葬於此地區。西元313年君士坦丁頒發詔書之後，一些信徒在他的墳墓周圍建造了一座小教堂。從此，聖貝尼迪托一直受到當地人的尊敬。 
第一份表明村莊名稱的文件可追溯至998年。該文件包含短語「Pede sive terra et silva Sancti Benedicti」。

## 友好城市
- 法國 阿尔福维尔